# 蘋果西打

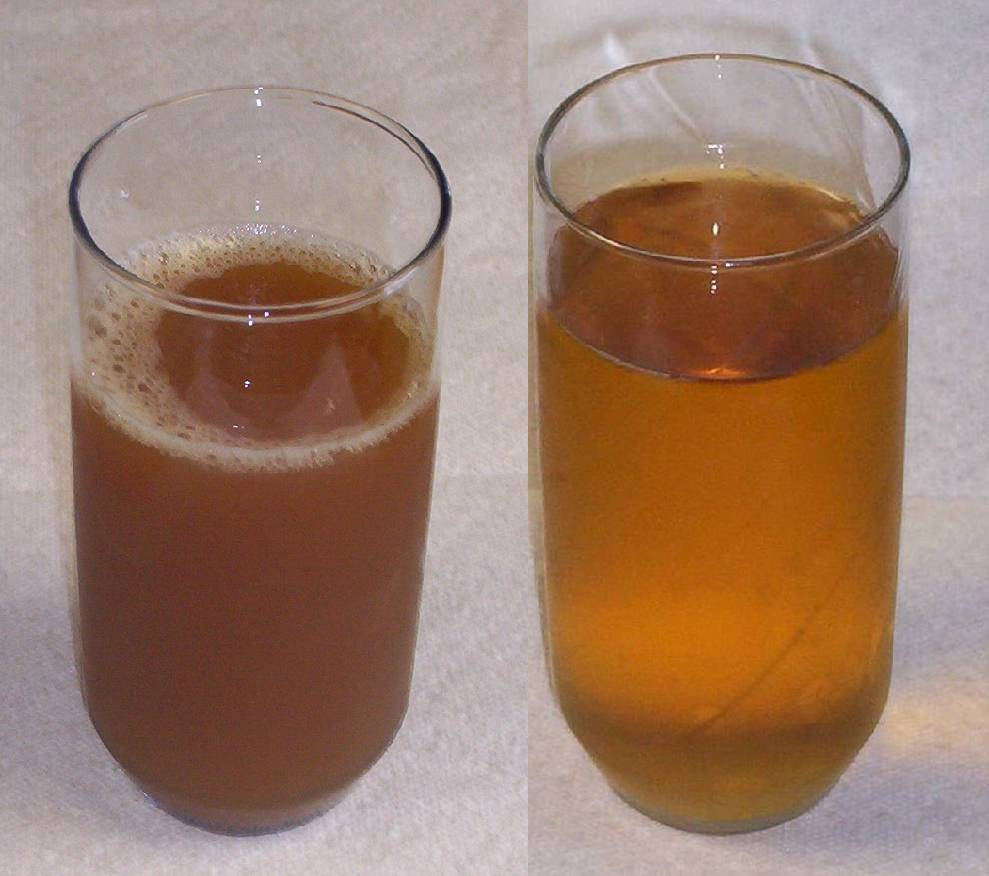
苹果西打（左）是未经过滤、不加糖的苹果汁。当前大多数苹果汁都经过巴氏杀菌和过滤（右）。

苹果西打（英語：Apple Cider），常被称为甜西打（sweet cider）、软西打（soft cider）、西打（cider），是由蘋果製成的未经过滤而且不加糖的非酒精饮料，也被稱蘋果濁汁（cloudy apple juice）。起源於美國及加拿大地區，蘋果西打通常被用來指沒有經過濾，呈現混濁狀的蘋果汁，經過過濾，看起來比較清澈的則稱為蘋果汁或蘋果酒。
蘋果西打是經由擠壓整顆蘋果榨汁而製成，蘋果汁來自蘋果的所有部份，包括蘋果肉與蘋果核。使用的蘋果，除了新鮮蘋果外，也混入次級、有瑕疵、存放較久、略有發酵的淘汰蘋果。蘋果西打汁液中的混濁成份，主要是蘋果在擠壓過程中產生的碎片、澱粉、果膠與果肉纖維。有些蘋果西打會使用巴斯德消毒法，或是照射紫外線以延長保存期限，但在美國及加拿大，由傳統方式製作，不使用殺菌保存的西打汁仍極常見。

## 名稱
在世界多數地區，西打（Cider）主要是用來稱呼由蘋果汁釀造成的蘋果酒，但在北美洲地區，西打大部份是用來稱呼直接由蘋果榨出的新鮮果汁，而蘋果酒會被稱為硬西打（hard cider）。在美國及加拿大，這種直接由蘋果榨取的果汁，可以直接稱為西打（Cider），或蘋果西打（apple cider），也稱為軟西打（soft cider）。

## 定義
對於蘋果西打的定義，在美國各州略有不同。麻塞諸塞州農業資源部對蘋果西打與蘋果汁的法律定義如下：

蘋果汁與蘋果西打都是由蘋果製成的水果飲品，但這兩者間有一個主要不同處。新鮮西打是未被加工過的蘋果汁，未經過濾過程以去除殘留的果肉粗粒殘滓或沉澱物。蘋果汁是經過烹煮與過濾去除掉其中固體成份的果汁，而且經過巴氏滅菌使得它能夠保持新鮮更久。真空密封與額外的過濾增加了蘋果汁的保存期限。

## 文化象徵
美國新罕布夏州以蘋果西打作為該州的官方飲品。